# HPB (Zeitschrift)
HPB ist eine wissenschaftliche Fachzeitschrift, die vom Wiley-Blackwell-Verlag im Auftrag der International Hepato-Pancreato-Biliary Association veröffentlicht wird. Die Zeitschrift erscheint mit zwölf Ausgaben im Jahr. Es werden Arbeiten veröffentlicht, die sich mit Erkrankungen von Leber, Galle und Bauchspeicheldrüse beschäftigen.
Der Impact Factor lag im Jahr 2014 bei 2,675. Nach der Statistik des ISI Web of Knowledge wird das Journal mit diesem Impact Factor in der Kategorie Chirurgie an 46. Stelle von 198 Zeitschriften und in der Kategorie Gastroenterologie & Hepatologie an 36. Stelle von 76 Zeitschriften geführt.